# Afghan Premier League
Afghan Premier League (APL) znana również jako Roshan Afghan Premier League jest pierwszą piłkarską ligą w Afganistanie. Liga po raz pierwszy startowała w 2012 roku. Wtedy ta liga składała się z ośmiu zespołów. Nie zmieniło się to w sezonie 2013. Przed utworzeniem tej ligi, pierwszą ligą w Afganistanie była Kabul Premier League. Jednak w tej lidze występują inne zespoły, niż w Kabul Premier League.

## Historia
Liga została założona w 2012 roku. Pierwszy sezon trwał od września do października. Grało wtedy w lidze 8 drużyn. Kolejny sukces w postaci ligi udało się zdobyć Afgańskiej Federacji Piłki Nożnej w październiku 2012 r., gdy zatwierdzony został następny sezon 2013. Afgańska Rada Pokoju pochwaliła pomysł utworzenia Afghan Premier League. Afgańska Rada Pokoju wzięła ten pomysł za "szansę wprowadzenia pokoju i stabilności" w Afganistanie. Można było zauważyć, że niektóre zespoły dopiero zaczynały grę w piłkę.
Pierwszy sezon wygrała drużyna Toofaan Harirod, na tym meczu była największa frekwencja w całej lidze, bo aż 15,000 kibiców zasiadło na Kabul Stadium. W drugim sezonie Afghan Premier League Shaheen Asmayee i Simorgh Alborz zmierzyły się w finale w Kabulu. Ostatecznie drugi raz z rzędu Simorgh Alborz musiał zadowolić się srebrnymi medalami. Shaheen Asmayee wygrał finał 3:1.

### Statystyki

#### Mistrzostwa
1. Shaheen Asmayee (1)
2. Toofaan Harirod (1)

#### Srebrne medale
1. Simorgh Alborz (2)

#### Królowie strzelców
1. Hamidullah Karimi (Toofaan Harirod) – 16 (9 – 2012, 7 – 2013)

## Zespoły
- Shaheen Asmayee (Sokół z Asmayee), większy obszar Kabulu
- Toofaan Harirod (Burza Harirodu), zachodni region Kabulu
- Simorgh Alborz (Feniks z Alborzu), północno-zachodni region
- Oqaban Hinduksh (Orły z Hindukuszu), środkowy Afganistan
- Mawjhai Amu (Fale Amu), północno-wschodni region
- De Maiwand Atalan (Mistrzowie z Majwandu), południowo-zachodni region
- De Spin Ghar Bazan (Jastrzębie ze Spin Ghazaru), południowy region
- De Abasin Sape (Abasińskie Fale), południowo-wschodni region

## Prawa telewizyjne
Wszystkie mecze Afghan Premier League są na żywo na dwóch afgańskich antenach, a mianowicie Tolo TV i Lemar TV. Mecze Afghan Premier League można również obejrzeć na oficjalnej stronie ligi na YouTube.

## Sponsorzy
Sponsorem tytularnym Afgańskiej Premier League jest Roshan Telecom, dzięki temu liga ta jest nazywana Roshan Afghan Premier League. Oficjalni partnerzy Afghan Premier League to Afghanistan Internatiol Bank i Hummel International. Hummel International jest na koszulkach każdego z zespołów.